# Irene Goergens
Irene Goergens (nascuda el 29 d'abril de 1951) és una activista política alemanya, exmilitant de la primera generació de la Fracció de l'Exèrcit Roig (RAF). El març de 1971 va ser condemnada a sis anys i mig de presó per la seva participació en la fugida de presó d'Andreas Baader el maig de 1970.

## Trajectòria
Goergens va néixer de la relació d'un oficial de les Forces Armades dels Estats Units i una dona alemanya fora del matrimoni i va créixer a la Casa de Custòdia Juvenil d'Eichenhof, a Berlín. En aquesta casa va conèixer a Ulrike Meinhof, que la va entrevistar durant la producció de la seva pel·lícula Bambule, en la qual un dels seus personatges es diu Irene. Més tard, Goergens va tenir cura de les dues filles bessones de Meinhof com a mainadera. L'any 1970 es va unir al grup fundador i constitutiu del qual esdevindria la Fracció de l'Exèrcit Roig.
Quan tenia dinou anys, el 14 de maig de 1970 i ja dins del grup armat, va tenir un paper decisiu en la fugida d'Andreas Baader de la custòdia policíaca. Astrid Proll i ella van aconseguir armes per a facilitar l'escapada i va espiar, juntament amb Ingrid Schubert, l'Institut Central Alemany d'Afers Socials per tal de garantir que l'operació anés bé. Durant l'acció, Goergens i Schubert van entrar a la biblioteca de l'edifici on Baader s'allotjava en custòdia amb el pretext d'una falsa «gestió pels llibres». Ho van fer acompanyades de maletes i després van obrir una porta perquè s'introduís un pistoler emmascarat a l'habitació. En acabat, van treure pistoles de la maleta i van disparar trets que van ferir un bibliotecari de seixanta-quatre anys. Baader, Meinhof, el pistoler emmascarat i les dues presumptes estudiants van fugir per una finestra.
El 29 de setembre de 1970, va participar en un robatori a un banc a Berlín, que es va conèixer com el Dreierschlag («Triple vaga»). El 8 d'octubre de 1970, va ser arrestada en un apartament a Knesebeckstrasse, 89, al barri de Charlottenburg de Berlín Occidental, juntament amb l'advocat de la RAF Horst Mahler i els companys de militància Brigitte Asdonk, Monika Berberich i Ingrid Schubert. El judici contra ella va començar l'1 de març de 1971, i el maig del mateix any va ser condemnada a sis anys i mig de presó per la seva participació en la fugida de Baader. El 13 de maig de 1977 va ser alliberada de la presó i després va deixar d'estar activa a la RAF.